# Agave scaposa
Agave scaposa ist eine Pflanzenart aus der Gattung der Agaven (Agave). Ein englischer Trivialname ist „Century Plant“.

## Beschreibung
Agave scaposa wächst einzeln und bildet einen kurzen Stamm. Die Rosetten sind 150 bis 200 cm breit. Die grünen bis bläulichen lanzettenförmig, variabel angeordneten, fleischigen, rauen Blätter sind 100 bis 115 cm lang, 20 bis 25 cm breit. Die braunen Blattränder sind unregelmäßig gezahnt. Der dunkelbraune Enddorn ist 2,5 bis 6 cm lang.
Der rispige, gerade bis etwas gebogene Blütenstand wird 7 bis 9 m hoch. Die lockeren bis dichten Verzweigungen erscheinen an der oberen Hälfte und reichen bis zur Spitze. Die Blüten sind nicht bekannt.
Die länglichen braunen dreikammerigen Kapselfrüchte sind 50 bis 55 mm lang und 20 bis 25 mm breit. Die schwarzen Samen sind 7 bis 9 mm lang und 5 bis 6 mm breit.

## Systematik und Verbreitung
Agave scaposa wächst in Mexiko in den Bundesstaaten Oaxaca und Puebla auf Kalksteinhängen und in Grasland in 1850 m bis 2100 m Höhe. Sie ist vergesellschaftet mit Sukkulenten- und Kakteenarten.
Die Erstbeschreibung durch Howard Scott Gentry ist 1982 veröffentlicht worden.
Agave scaposa ist ein Vertreter der Sektion Americanae. Die Art ist selten und nur von Nordoaxaca und Südpuebla bekannt. Charakteristisch sind die bis 9 Meter langen, kräftigen, geraden bis etwas gebogenen Blütenstände. Sie bilden an der oberen Hälfte bis zur Spitze reichende lockere bis dichte Verzweigungen.